# Volksbank Bad Laer-Borgloh-Hilter-Melle
Die Volksbank eG Bad Laer-Borgloh-Hilter-Melle ist eine deutsche Genossenschaftsbank mit Sitz in der niedersächsischen Gemeinde Hilter am Teutoburger Wald im Landkreis Osnabrück.

## Geschichte
Im Jahr 1874 wurde das Institut als Sparkasse zu Borgloh in Borgloh gegründet. Die heutige Volksbank eG Bad Laer-Borgloh-Hilter-Melle ist die älteste Mitgliedsbank des Genossenschaftsverbandes Weser-Ems e.V. bzw. in der Region Weser-Ems.
Als in den 1930er Jahren die Sparkassenaufsicht in Berlin auf das Kreditinstitut in Borgloh aufmerksam wurde und feststellte, dass es nicht zum Sparkassenverbund gehörte, zwang sie das Kreditinstitut sich umzubenennen, so entstand die Spar- und Darlehnskasse Borgloh.
Die Volksbank Borgloh eG fusionierte am 1. Januar 1999 mit der Raiffeisenbank eG Melle mit dem Sitz in Melle, die ihren Geschäftsbetrieb im Jahr 1922 aufnahm, zur Volksbank Melle-Borgloh eG mit dem Sitz in Melle. Im Jahr 1974 fusionierte die damalige Spar- und Darlehnskasse eGmbH Melle bereits mit der Raiffeisenkasse Neuenkirchen eGmbH mit dem Sitz in Neuenkirchen zur Raiffeisenbank eG Melle. Die Volksbank Melle-Borgloh eG schloss sich 2002 mit der Volksbank Hilter – Bad Laer eG mit dem Sitz in Bad Laer zur Volksbank eG Bad Laer-Borgloh-Hilter-Melle mit dem Sitz in Hilter am Teutoburger Wald zusammen, um für die Mitglieder und Kunden leistungsfähiger zu werden.
Die Volksbank Hilter – Bad Laer eG ging aus einer Fusion der Volksbank Hilter e.G. mit der Volksbank Bad Laer eG im Jahre 1993 hervor. Die ehemalige Volksbank Hilter e.G. wurde 1890 gegründet als Spar- und Darlehnskasse. Die frühere Volksbank Bad Laer eG wurde 1894 im damaligen Laer als Spar- und Darlehnskasse gegründet.

## Rechtsverhältnisse
Die Volksbank eG Bad Laer-Borgloh-Hilter-Melle ist im Genossenschaftsregister beim Amtsgericht Osnabrück unter GnR 110002 eingetragen.

## Organisationsstruktur
Rechtsgrundlagen sind das Genossenschaftsgesetz und die durch die Vertreterversammlung beschlossene Satzung. Organe der Bank sind der Vorstand, der Aufsichtsrat und die Vertreterversammlung. Die Volksbank eG Bad Laer-Borgloh-Hilter-Melle wird durch den Vorstand vertreten. Der Aufsichtsrat besteht derzeit aus sieben Mitgliedern.

## Mitgliedschaft
Die Volksbank wird als Genossenschaftsbank von ihren 14.894 Mitgliedern getragen. Hauptzweck der Genossenschaft ist die wirtschaftliche Förderung und Betreuung ihrer Mitglieder (§ 2 der Satzung). Die jährliche Vertreterversammlung nimmt wichtige, in der Satzung geregelte Aufgaben wahr. Informationen über die Geschäftspolitik und die Entwicklung der Bank erhalten die Mitglieder jährlich in den regionalen Mitgliederforen und in regelmäßigen Mitgliederpublikationen. Ein Geschäftsanteil der Volksbank eG Bad Laer-Borgloh-Hilter-Melle beträgt 50,00 EUR.

## Sicherungseinrichtung
Die Volksbank eG Bad Laer-Borgloh-Hilter-Melle ist der amtlich anerkannten Sicherungseinrichtung des Bundesverbandes der Deutschen Volksbanken und Raiffeisenbanken GmbH und der zusätzlichen freiwilligen Sicherungseinrichtung des Bundesverbandes der Deutschen Volksbanken und Raiffeisenbanken e.V. angeschlossen.

## Geschäftsausrichtung
Die Volksbank eG Bad Laer-Borgloh-Hilter-Melle betreibt das Universalbankgeschäft. Im Verbundgeschäft arbeitet sie mit der DZ Bank, R+V Versicherung, Bausparkasse Schwäbisch Hall, Teambank, VR Smart Finanz, DZ Hyp, DZ Privatbank, Münchener Hypothekenbank und der Union Investment zusammen. Die Bank ist Teil der genossenschaftlichen Finanzgruppe der Volksbanken und Raiffeisenbanken und Mitglied beim Bundesverband der Deutschen Volksbanken und Raiffeisenbanken (BVR).

## Geschäftsgebiet
Das Geschäftsgebiet liegt im Süden des Landkreises Osnabrück.
An diesen Orten betreibt die Bank Filialen:
- Hilter am Teutoburger Wald (Hauptstelle, jur. Sitz)
- Borgloh (Geschäftsstelle)
- Bad Laer (Geschäftsstelle)
- Melle (Geschäftsstelle)
- Wellendorf (SB-Geschäftsstelle)
- Gesmold (SB-Geschäftsstelle)
- Bad Rothenfelde (SB-Geschäftsstelle)
- Wellingholzhausen (SB-Geschäftsstelle)
- Neuenkirchen (SB-Geschäftsstelle)

## Engagement
Im Jahr 2024 erhielten Vereine im Geschäftsgebiet der Volksbank eG Bad Laer-Borgloh-Hilter-Melle 49.700 EUR für soziale, sportliche und kulturelle Zwecke aus dem Gewinnsparen.
Des Weiteren ist die Volksbank ein aktiver Sponsor für viele Vereine in der Region.